# Утцон-Франк, Эйнар
Аксель Эйнар Утцон-Франк (дат. Aksel (Axel) Einar (Ejnar) Utzon-Frank; 30 марта 1888, Фредериксберг — 15 июля 1955, Ассербо, Ховедстаден) -датский скульптор и художник, профессор Датской королевской Академии искусств.

## Жизнь и творчество
Родился в интеллигентной семье. Отец будущкго зудожника, Йенс Христиан Франк, был адвокатом, а мать, Катрина Утцон - тёткой Йорна Утцона (1918-2008),  известного датского архитектора, лауреата премии Прицкера. В 1906 году поступает в скульптурную школу при датской Королевской художественной академии, в класс Карла Ааслеффа, где учится семестр. В Школе Эйнар близко сходится с другим молодым скульптором, Каем Нильсеном. Их объединяет восхищение новой французской скульптурой и прежде всего - творчеством Огюста Родена и Константина Менье. В то же время в дальнейшем работы Нильсена и Утцон-Франка значительно отличаются по стилю исполнения. Если Нильсен становится приверженцем модернистского течения в скульптуре, то Утцон-Франк  это чётко выраженный поклонник классического, «торвальсеновского» направления. Для него являются образцом древне-греческие и итальянские работы периода Возрождения. Он участвует в многочисленных художественных выставках во второй половине 1900 -х годов (Осенняя художественная выставка, экспозиция во дворце Шарлоттенбург в 1909 году и др.), удостаивается при этом ряда призов и стипендий, позволяющих продолжить обучение за границей. Утцон-Франк входит в круг художников и скульпторов, образовавшийся вокруг таких мастеров, как Аксель Йорденсен и Карл Йенсен. В 1908 году скульптор совершает поездку по Франции и Германии, в 1912-1913 годы - длительное путешествие по Германии, Италии, Греции и Англии, останавливается и живёт в Париже, Берлине, Мюнхене, Дрездене, Риме, Флоренции, Неаполе и др. 
Одной из наиболее успешных работ скульптора является его созданная в 1914 году статуя Афродиты, одна из многих, посвящённых античной мифологии («Голова Афродиты», Шведский национальный музей, Стокгольм). В 1918 году он занимает должность профессора в королевской Академии искусств, бывшее ранее за его учителем, Карлом Аарслеффом (в 1925-1928 годы он - директор Академии). В 1920 -е годы Утцон-Франк создаёт ряд скульптурных памятников королям Дании: Христиану II (1919) в Копенгагене, Фредерику II (1924, замок Кронберг), в том же 1924 году в соборе Роскилле, в королевской усыпальнице устанавливаются мраморные саркофаги королю Фредерику VIII и королеве Луизе. Также в 1924 году им создаётся "колонна Данте" со статуей Беатриче. В целом же после 1920 года, в период между двумя мировыми войнами, скульптор всё более обращается к монументальной пластике. В 1924 году он исполняет гигантскую бронзовую скульптуру «Убивающий змея» (Slangedræberen) по заказу полицейского управления Копенгагена. Большое внимание он уделяет гармонии между архитектурными сооружениями и декоративной к ним скульптурой (гранитный барельеф «Ангел смерти» над входом в крематорий Сондермарк, 1929 год, а также оформление зала торжеств «Человеческий век» в Высшей школе, Боруп, 1926-1928 г.г.). В 1932 году он участвует в выставке работ в области культуры на Олимпийских играх 1932 года в Лос-Анджелесе (скульптура «Стрелок из лука»). Утцон-Франк является также автором многочисленных портретных бюстов, в том числе и членов своей семьи. Нужно также упомянуть его талант художника, мастера рисунка. По эскизам, им сделанным, уже после смерти мастера один из его учеников, Генри Луком-Нильсен, ваяет памятник Гансу-Христиану Андерсену.  
Одной из последних больших работ Утцон-Франка было проведение реконструкции позолоченной конной статуи короля Христиана V, возведённой в 1687-1688 годах. Скульптор создаёт новую копию этой скульптуры, из бронзы, в 1939-1942 годы. В это же время (1943 год) он ваяет из бронзы памятник великому датскому скульптору Бертилю Торвальдсену (1770–1844), оказавшему огромное влияние на творчество самого Утцон-Франка. В 1954 году в Копенгагене была установлена созданная Утцоном-Франком конная статуя короля Христиана Х, выполненная из бронзы. 

## Галерея

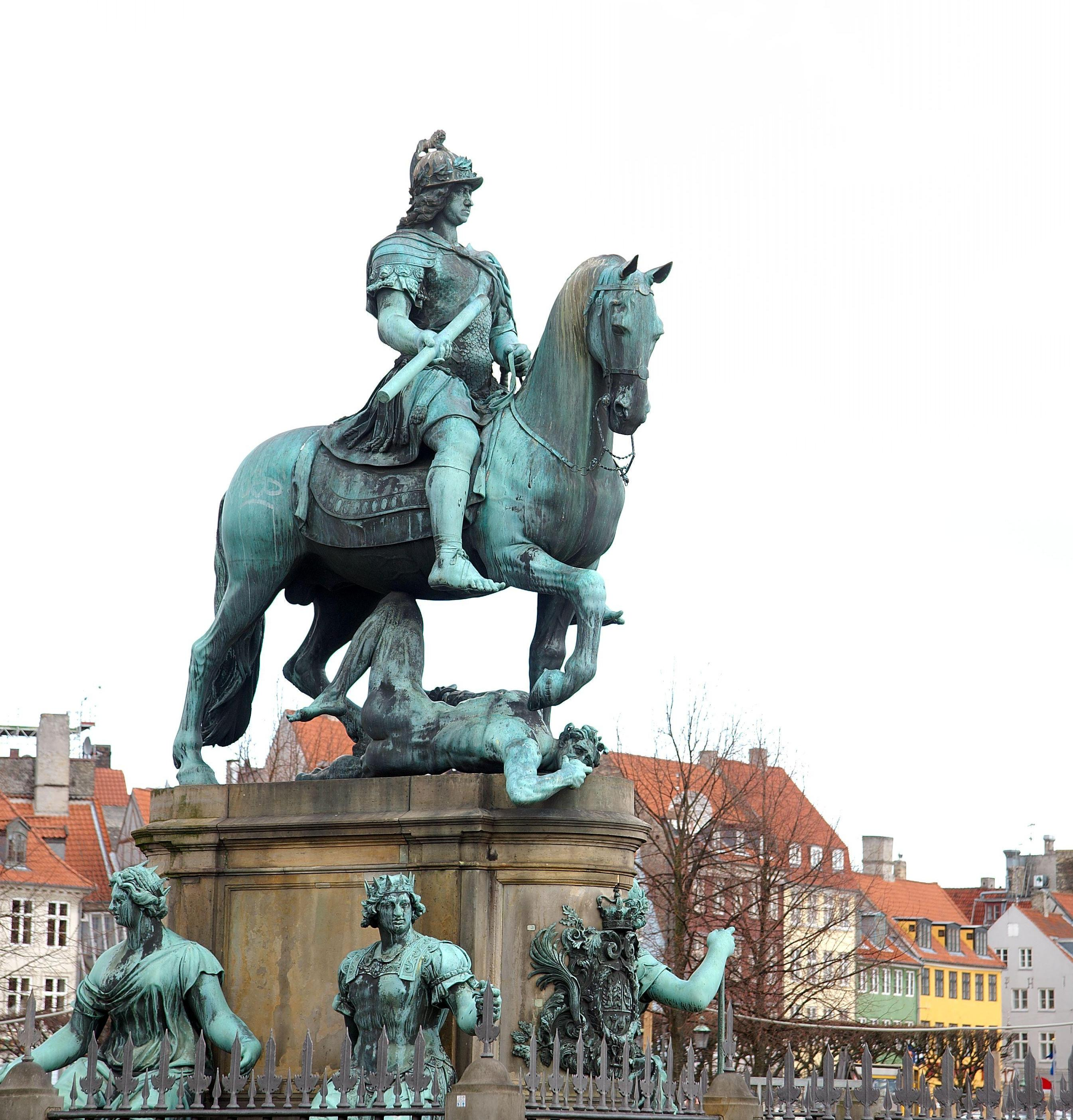
Конная статуя короля Христиана V.
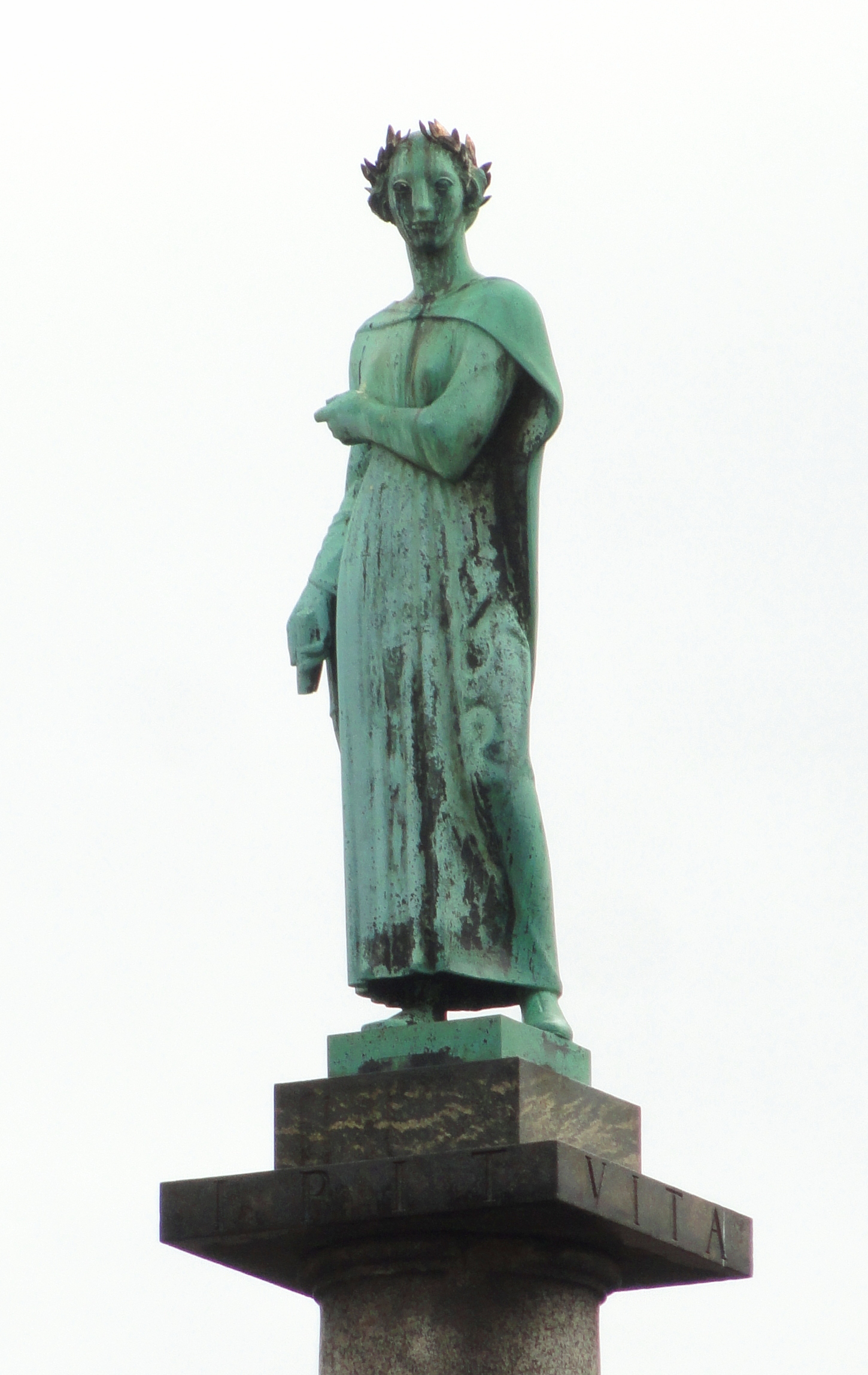
Беатриче, колонна Данте, Глипотека Карлсберг, Копенгаген.
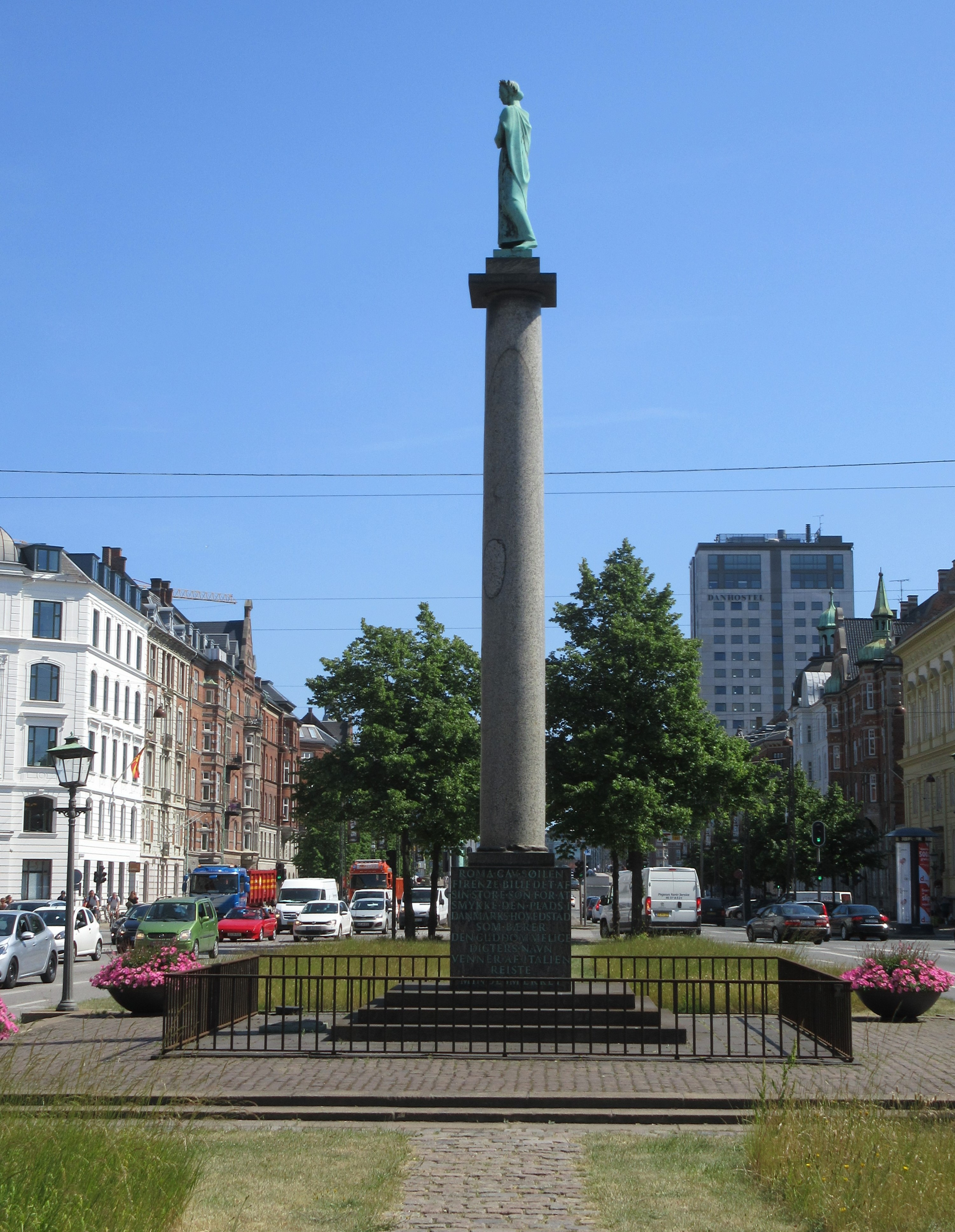
Колонна Данте.
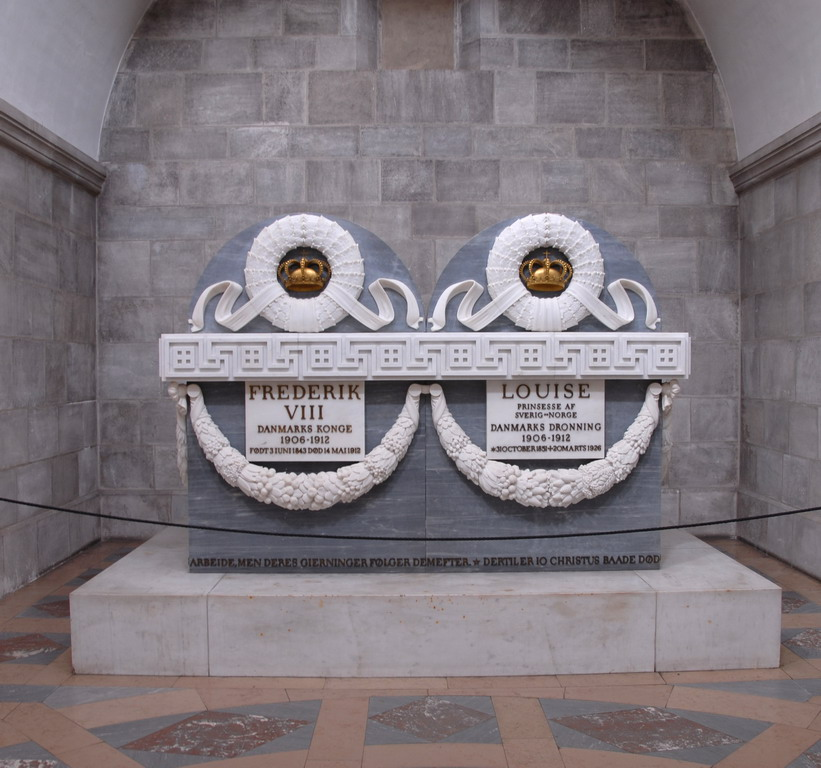
Саркофаги короля Фредерика VIII и королевы Луизы в соборе Роскилле.
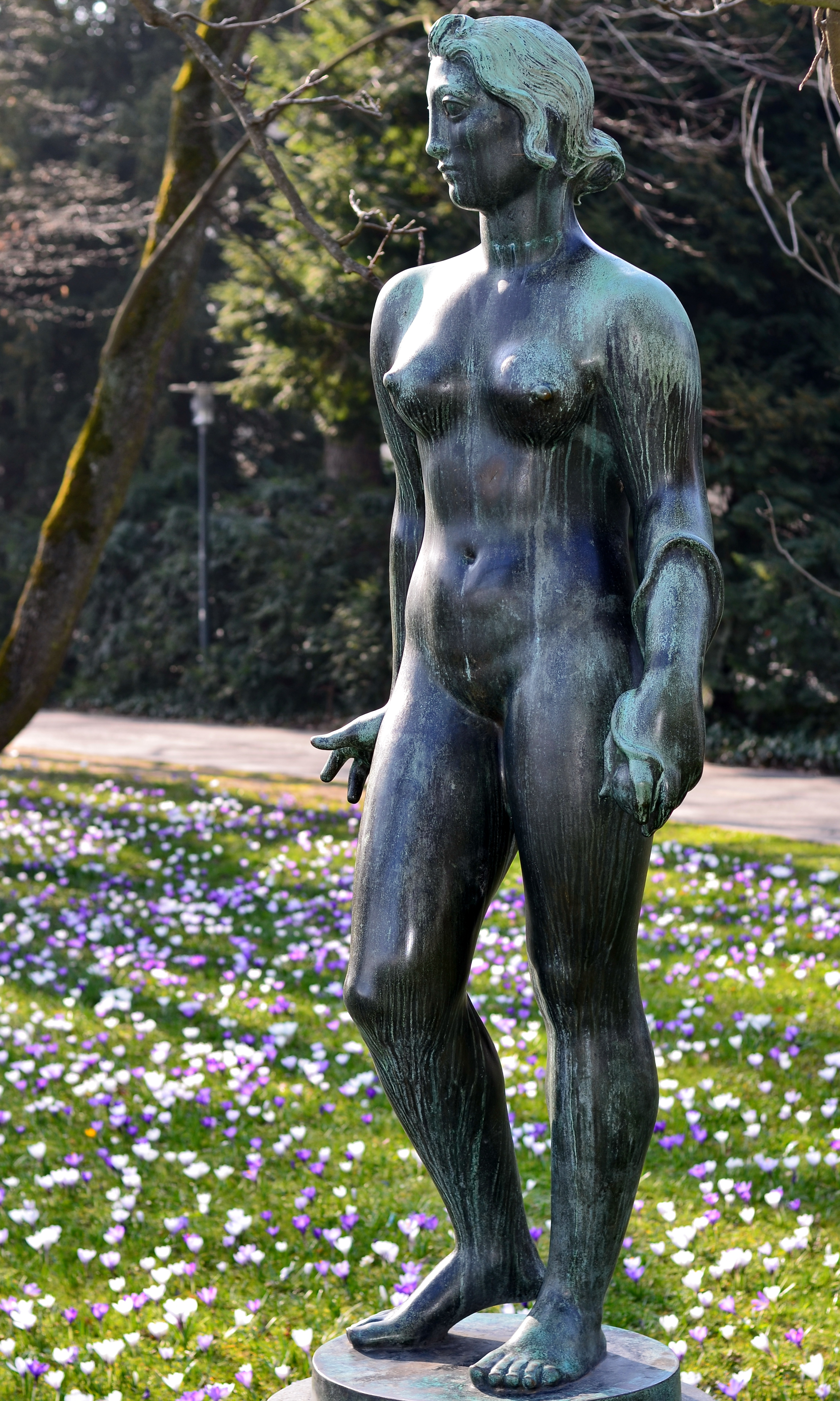
Афродита, Арборетум, Цюрих.

## Награды
- 1909: учебная стипендия от „Den Hielmstierne-Rosencroneske Stiftelse“.
- 1911: медаль Экерсберга.
- 1925: почётный диплом, Париж.
- 1944: Медаль Торвальдсена за выдающиеся заслуги в области культуры.

## Дополнения
- Dansk Biografisk Leksikon: Einar Utzon-Frank, на датском яз.
- Den Store Danske Leksikon: Einar Utzon-Frank, нк датском яз.
- Kunstindeks Danmark & Weilbachs Kunstnerleksikon: Einar Utzon-Frank, на датском яз.